# Albina Africano
Albina Faria de Assis Pereira Africano (sinh ngày 3 tháng 6 năm 1945 ở Luanda, Portuguese Angola) là một nhà hóa học và chính trị gia người Angolan. Bà đã giữ nhiều vị trí trong đó có Bộ trưởng Bộ Dầu khí trong chính phủ Angola, Cố vấn đặc biệt cho Chủ tịch về các vấn đề khu vực và Chủ tịch Hội đồng quản trị của Sonangol.

## Thơ ấu
Albina Assis Africano sinh ngày 3 tháng 6 năm 1945 ở Luanda, tại thời điểm đó là thủ đô của thuộc địa Bồ Đào Nha của Angola. tốt nghiệp Học viện Công nghiệp tại Luanda năm 1967.
Năm 1972, ba năm trước khi Angola giành được độc lập năm 1975, Africano bắt đầu học ở Luanda. Bà nhận bằng đại học B.A. lĩnh vực Hóa học tại Đại học Agostinho Neto năm 1982. Bà theo chuyên ngành khoa học sản xuất dầu, bao gồm học tập hay thực tập tại Antwerp (1984), Viện Khoa học Dầu mỏ Lindsey tại Pháp (1987), và Trường Cao đẳng Nghiên cứu Năng lượng và Dầu khí tại Oxford (1989) ở Vương quốc Anh.

## Sự nghiệp
Ngoài việc học, Africano còn làm giáo viên (1968-1975). Sau khi giành được độc lập vào năm 1975, bà trở thành giám đốc Phân tích Hóa học của Angola tại Phòng thí nghiệm Phân tích Hóa học Quốc gia và bà ở lại làm việc cho đến năm 1983.
Africano sau đó gia nhập Fina Petroleum, Angola Refinery (Fina-Angola), nơi bà làm việc hai năm với tư cách là một nhà hóa học trước khi được thăng chức Phó Giám đốc của Nhà máy lọc dầu Fina. Từ năm 1991 đến tháng 12 năm 1992, bà là chủ tịch hội đồng quản trị của công ty dầu khí nhà nước Sonangol. Năm 1992, tổ chức cuộc bầu cử đa đảng đầu tiên và Africano gia nhập chính phủ, nơi bà đứng đầu doanh nghiệp dầu mỏ cho đến năm 1999.
Bà là thành viên lâu năm của MPLA (Phong trào phổ biến giải phóng đất nước Angola). Bà từng phục vụ trong chính phủ với tư cách là Bộ trưởng Bộ Dầu khí và Bộ trưởng Bộ Công nghiệp, trước khi trở thành Cố vấn đặc biệt cho Tổng thống về các vấn đề khu vực.
Cô từng là Tổng ủy viên của Gian hàng Angola tại 2015 World Expo tại Milan, và được bầu làm Chủ tịch Ban chỉ đạo của Đoàn ủy viên hội chợ triển lãm Milan 2015. Bà cũng là Chủ tịch của Ngân hàng Lương thực của Angola.
"Nhiệm vụ của chúng tôi là cung cấp cho người dân nhiều nguồn lực hơn để hỗ trợ các chính sách quốc gia nhằm tối đa hóa tiềm năng của truyền thống văn hóa và ẩm thực địa phương". – Albina Assis Africano, 2015

## Giải thưởng
Năm 2015, Albina Africano nhận giải Prémio Feminina - một giải thưởng dành cho phụ nữ ở các nước nói tiếng Bồ Đào Nha có thành tích xuất sắc. Giải thưởng được trao bởi Matriz Portuguesa.